# Abellův katalog
Abellův katalog (anglicky Abell catalog of rich clusters of galaxies) je astronomický katalog, který obsahuje 4073 bohatých kup galaxií s rudým posuvem do hodnoty 0,2. Původní katalog severní oblohy publikoval americký astronom George Ogden Abell v roce 1958 a zahrnoval 2712 kup galaxií. V roce 1989 byl katalog doplněn o 1361 kup jižní oblohy Haroldem Corwinem a Ronaldem Olowinem. Celkový katalog tak pokrývá celý obzor.

## Historie
Původní katalog, publikovaný v roce 1958, zahrnoval bohaté kupy galaxií severní oblohy, detekované na fotografických deskách z Palomar Observatory Sky Survey (POSS). Výběr objektů byl proveden vizuální inspekcí s využitím lupy s trojnásobným zvětšením. Do katalogu byly zařazeny pouze kupy, které splňovaly následující kritéria:
- Bohatost: Kupa musela obsahovat minimálně 50 galaxií ve stanoveném rozsahu jasností.
- Kompaktnost: Galaxie musely ležet v jednom definovaném poloměru kolem centra kupy.
- Vzdálenost: Katalog zahrnoval kupy s rudým posuvem od 0,02 do 0,2.
- Galaktická šířka: Oblasti blízké Mléčné dráze byly vyloučeny kvůli obtížné detekci objektů.

V roce 1989 byl katalog rozšířen o jižní oblohu, čímž vznikl kompletní přehled bohatých kup galaxií.

## Struktura katalogu
Katalog rozděluje kupy galaxií podle několika kritérií:
- Skupiny bohatosti: Katalog definuje šest skupin bohatosti na základě počtu galaxií v dané kupě:
- Skupina 0: 30–49 galaxií
- Skupina 1: 50–79 galaxií
- Skupina 2: 80–129 galaxií
- Skupina 3: 130–199 galaxií
- Skupina 4: 200–299 galaxií
- Skupina 5: více než 299 galaxií
- Skupiny vzdálenosti: Tyto skupiny jsou definovány podle rudého posuvu a jasnosti desáté nejjasnější galaxie v kupě.
- Galaktická šířka: Katalog zahrnuje pouze kupy, které se nacházejí mimo husté oblasti Mléčné dráhy.

## Významné kupy
Mezi známé objekty zahrnuté v katalogu patří:
- Abell 426 – Kupa galaxií v souhvězdí Persea
- Abell 1367 – Kupa galaxií v souhvězdí Lva
- Abell 1656 – Kupa galaxií v souhvězdí Vlasů Bereniky
- Abell 2151 – Kupa galaxií v souhvězdí Herkula
- Abell 2744 – Pandořina kupa galaxií v souhvězdí Sochaře

## Využití
Katalog se využívá pro studium vlastností galaxií a jejich rozložení ve vesmíru, stejně jako pro výzkum temné hmoty a kosmologických modelů.